# Ислам в Пакистане
Ислам — государственная религия Пакистана. По состоянию на 2020 год мусульмане составляют порядка 96,5 % населения страны. Пакистан занимает второе место в мире по количеству мусульман, после Индонезии. 85—90 % пакистанцев — сунниты, 10—15 % — шииты.

## История

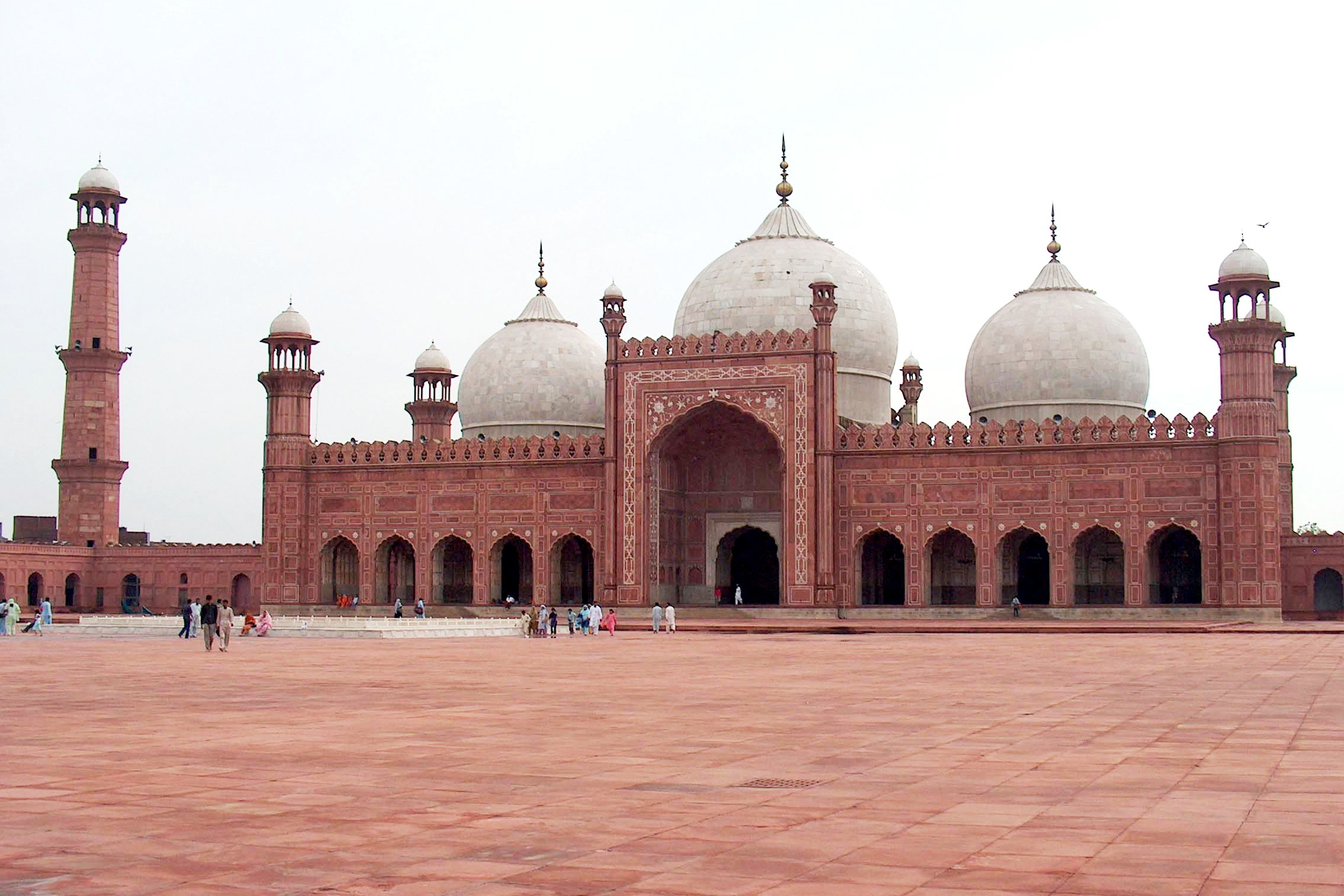
Мечеть Бадшахи.

Ислам проник в северо-западную Индию во времена арабских завоеваний. Население долины Инда (современный Пакистан) полностью приняло ислам в IX—XI веках. В те времена ислам ещё не затронул население полуострова Индостан и долины Ганга, хотя прибрежное население знакомилось с исламом через арабских купцов. Влияние ислама было незначительно до 1001 года, когда Махмуд Газни совершил набеги на субконтинент, разрушил центр буддизма Сомнатх[уточнить] и захватил Пенджаб (недоступная ссылка с 08-12-2017 [2777 дней]). Новую волну исламизации с 1526 по 1858 год принесли с собой захватившие власть в Северной Индии тюркские, персидские и монгольские воины.
В ислам переходили наиболее обездоленные слои индусского населения, надеясь таким образом преодолеть жёсткую систему запретов и каст, ограничивающих социальную подвижность. Массы малоимущих земледельцев дельты Ганга (соврем. Бангладеш) были обращены в ислам. Городская верхушка и купцы также проявляли склонность к переходу в ислам для облегчения доступа ко дворам эмиров-мусульман, составивших новую элиту региона.

### Ислам в независимом Пакистане

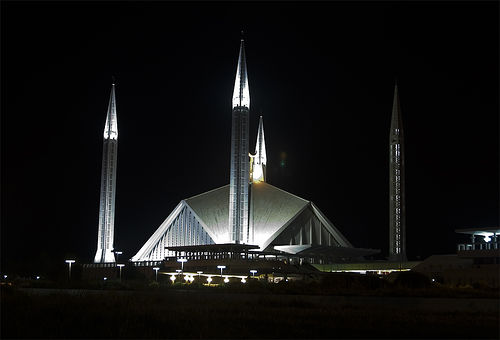
Мечеть Фейсал.

Правительство Лиакат Али Хана провозгласило (март 1949) ислам единственной государственной религией Пакистана. В 1950 году конституция Пакистана была изменена на основе шариата согласно 22 пунктам улемов, внесённым Советом улемов Пакистана.
Президент Зульфикар Али Бхутто запретил (1977) алкоголь, а также наркотики. Выходной день был перенесён с воскресенья на пятницу. Интенсивную программу исламизации общества проводил генерал Зия-уль-Хак. С февраля 1979 года вступили в силу новые законы, основанные на исламских принципах. К примеру, за осквернение Корана человек может быть осуждён на смертную казнь. Ряд законов предусматривает более суровые наказания для женщин, чем для мужчин. Введён мусульманский обязательный годовой налог «в пользу бедных», а также на распространение ислама и знаний о нём (закят) и запрещён банковский кредит под проценты.